# Ciclismo ai Giochi della XXX Olimpiade - Omnium maschile
Le gare di omnium maschile dei Giochi della XXX Olimpiade furono corse il 4 e 5 agosto al London Velopark, nel Regno Unito. La medaglia d'oro fu vinta dal danese Lasse Norman Hansen.
Vide la partecipazione di 18 atleti.

## Risultati

### Giro lanciato
| Pos. | Atleta              | Tempo  |
| ---- | ------------------- | ------ |
| 1    | Ed Clancy           | 12"556 |
| 2    | Shane Archbold      | 13"112 |
| 3    | Glenn O'Shea        | 13"222 |
| 4    | Lasse Norman Hansen | 13"236 |
| 5    | Bryan Coquard       | 13"347 |
| 6    | Elia Viviani        | 13"359 |
| 7    | Zachary Bell        | 13"406 |
| 8    | Juan Arango         | 13"469 |
| 9    | Martyn Irvine       | 13"504 |
| 10   | Bobby Lea           | 13"559 |
| 11   | Roger Kluge         | 13"571 |
| 12   | Cho Ho-Sung         | 13"614 |
| 13   | Gijs Van Hoecke     | 13"633 |
| 14   | Eloy Teruel         | 13"655 |
| 15   | Choi Ki Ho          | 13"659 |
| 16   | Carlos Linarez      | 13"863 |
| 17   | Walter Pérez        | 14"036 |
| 18   | Luis Mansilla       | 14"270 |

### Corsa a punti
| Pos. | Atleta              | Giri | Punti |
| ---- | ------------------- | ---- | ----- |
| 1    | Roger Kluge         | 3    | 79    |
| 2    | Lasse Norman Hansen | 2    | 59    |
| 3    | Eloy Teruel         | 2    | 55    |
| 4    | Bryan Coquard       | 2    | 51    |
| 5    | Elia Viviani        | 2    | 47    |
| 6    | Martyn Irvine       | 2    | 47    |
| 7    | Walter Pérez        | 1    | 26    |
| 8    | Glenn O'Shea        | 1    | 25    |
| 9    | Gijs Van Hoecke     | 1    | 23    |
| 10   | Cho Ho-Sung         | 1    | 20    |
| 11   | Ed Clancy           | 0    | 18    |
| 12   | Bobby Lea           | 0    | 8     |
| 13   | Zachary Bell        | 0    | 4     |
| 14   | Shane Archbold      | 0    | 3     |
| 15   | Choi Ki Ho          | 0    | 3     |
| 16   | Carlos Linarez      | −1   | −18   |
| 17   | Juan Arango         | −1   | −18   |
| 18   | Luis Mansilla       | −2   | −40   |

### Corsa a eliminazione
| Pos. | Atleta              |
| ---- | ------------------- |
| 1    | Bryan Coquard       |
| 2    | Elia Viviani        |
| 3    | Glenn O'Shea        |
| 4    | Walter Pérez        |
| 5    | Ed Clancy           |
| 6    | Shane Archbold      |
| 7    | Roger Kluge         |
| 8    | Bobby Lea           |
| 9    | Cho Ho-Sung         |
| 10   | Zachary Bell        |
| 11   | Choi Ki Ho          |
| 12   | Lasse Norman Hansen |
| 13   | Juan Arango         |
| 14   | Carlos Linarez      |
| 15   | Martyn Irvine       |
| 16   | Luis Mansilla       |
| 17   | Eloy Teruel         |
| 18   | Gijs Van Hoecke     |

### Inseguimento individuale
| Pos. | Atleta              | Tempo    |
| ---- | ------------------- | -------- |
| 1    | Lasse Norman Hansen | 4'20"674 |
| 2    | Ed Clancy           | 4'20"853 |
| 3    | Glenn O'Shea        | 4'24"811 |
| 4    | Juan Arango         | 4'25"477 |
| 5    | Roger Kluge         | 4'25"554 |
| 6    | Shane Archbold      | 4'26"581 |
| 7    | Elia Viviani        | 4'28"499 |
| 8    | Zachary Bell        | 4'29"411 |
| 9    | Eloy Teruel         | 4'29"874 |
| 10   | Gijs Van Hoecke     | 4'29"992 |
| 11   | Bobby Lea           | 4'30"127 |
| 12   | Bryan Coquard       | 4'30"780 |
| 13   | Cho Ho-Sung         | 4'32"382 |
| 14   | Martyn Irvine       | 4'32"948 |
| 15   | Walter Pérez        | 4'33"532 |
| 16   | Carlos Linarez      | 4'36"477 |
| 17   | Choi Ki Ho          | 4'38"707 |
| 18   | Luis Mansilla       | 4'53"230 |

### Scratch
| Pos. | Atleta              | Giri |
| ---- | ------------------- | ---- |
| 1    | Zachary Bell        | 0    |
| 2    | Eloy Teruel         | 0    |
| 3    | Bryan Coquard       | 0    |
| 4    | Roger Kluge         | 0    |
| 5    | Elia Viviani        | 0    |
| 6    | Lasse Norman Hansen | 0    |
| 7    | Bobby Lea           | 0    |
| 8    | Cho Ho-Sung         | 0    |
| 9    | Martyn Irvine       | 0    |
| 10   | Ed Clancy           | -1   |
| 11   | Juan Arango         | -1   |
| 12   | Walter Pérez        | -1   |
| 13   | Shane Archbold      | -1   |
| 14   | Glenn O'Shea        | -1   |
| 15   | Gijs Van Hoecke     | -1   |
| 16   | Luis Mansilla       | -1   |
| 17   | Choi Ki Ho          | -1   |
| 18   | Carlos Linarez      | -1   |

### Corsa a cronometro
| Pos. | Atleta              | Tempo    |
| ---- | ------------------- | -------- |
| 1    | Ed Clancy           | 1'00"981 |
| 2    | Lasse Norman Hansen | 1'02"314 |
| 3    | Glenn O'Shea        | 1'02"513 |
| 4    | Bryan Coquard       | 1'03"078 |
| 5    | Roger Kluge         | 1'03"144 |
| 6    | Shane Archbold      | 1'03"290 |
| 7    | Juan Arango         | 1'03"793 |
| 8    | Cho Ho-Sung         | 1'04"150 |
| 9    | Elia Viviani        | 1'04"239 |
| 10   | Zachary Bell        | 1'04"328 |
| 11   | Martyn Irvine       | 1'04"558 |
| 12   | Gijs Van Hoecke     | 1'04"748 |
| 13   | Bobby Lea           | 1'04"853 |
| 14   | Eloy Teruel         | 1'05"463 |
| 15   | Choi Ki Ho          | 1'06"071 |
| 16   | Carlos Linarez      | 1'06"773 |
| 17   | Walter Pérez        | 1'07"523 |
| 18   | Luis Mansilla       | 1'08"517 |

## Classifica finale
| Pos.    | Atleta              | GL | CP | CE | II | SC | CC | Totale |
| ------- | ------------------- | -- | -- | -- | -- | -- | -- | ------ |
| Oro     | Lasse Norman Hansen | 4  | 2  | 12 | 1  | 6  | 2  | 27     |
| Argento | Bryan Coquard       | 5  | 4  | 1  | 12 | 3  | 4  | 29     |
| Bronzo  | Ed Clancy           | 1  | 11 | 5  | 2  | 10 | 1  | 30     |
| 4       | Roger Kluge         | 11 | 1  | 7  | 5  | 4  | 5  | 33     |
| 5       | Glenn O'Shea        | 3  | 8  | 3  | 3  | 14 | 3  | 34     |
| 6       | Elia Viviani        | 6  | 5  | 2  | 7  | 5  | 9  | 34     |
| 7       | Shane Archbold      | 2  | 15 | 6  | 6  | 13 | 6  | 48     |
| 8       | Zachary Bell        | 7  | 13 | 10 | 8  | 1  | 10 | 49     |
| 9       | Eloy Teruel         | 14 | 3  | 17 | 9  | 2  | 14 | 59     |
| 10      | Juan Arango         | 8  | 17 | 13 | 4  | 11 | 7  | 60     |
| 11      | Cho Ho-sung         | 12 | 10 | 9  | 13 | 8  | 8  | 60     |
| 12      | Bobby Lea           | 10 | 12 | 8  | 11 | 7  | 13 | 61     |
| 13      | Martyn Irvine       | 9  | 6  | 15 | 14 | 9  | 11 | 64     |
| 14      | Walter Pérez        | 17 | 7  | 4  | 15 | 12 | 17 | 72     |
| 15      | Gijs Van Hoecke     | 13 | 9  | 18 | 10 | 15 | 12 | 77     |
| 16      | Choi Ki Ho          | 15 | 14 | 11 | 17 | 17 | 15 | 89     |
| 17      | Carlos Linarez      | 16 | 16 | 14 | 16 | 18 | 16 | 96     |
| 18      | Luis Mansilla       | 18 | 18 | 16 | 18 | 16 | 18 | 104    |